# Litsea odorifera
Litsea odorifera är en lagerväxtart som beskrevs av Theodoric Valeton. Litsea odorifera ingår i släktet Litsea och familjen lagerväxter. Inga underarter finns listade i Catalogue of Life.